# Silnice I/9 (Slovensko)
Silnice I/9 je silnice I. třídy na Slovensku vedoucí v trase Drietoma (státní hranice s Českem) – Trenčín – Prievidza – Žiar nad Hronom. Silnice vznikla rozdělením silnice I/50 na tři jinak očíslované silnice.